# IC 4406
IC 4406 (również Mgławica Siatkówka) – mgławica planetarna znajdująca się w konstelacji Wilka. Odkrył ją DeLisle Stewart w 1899 roku.

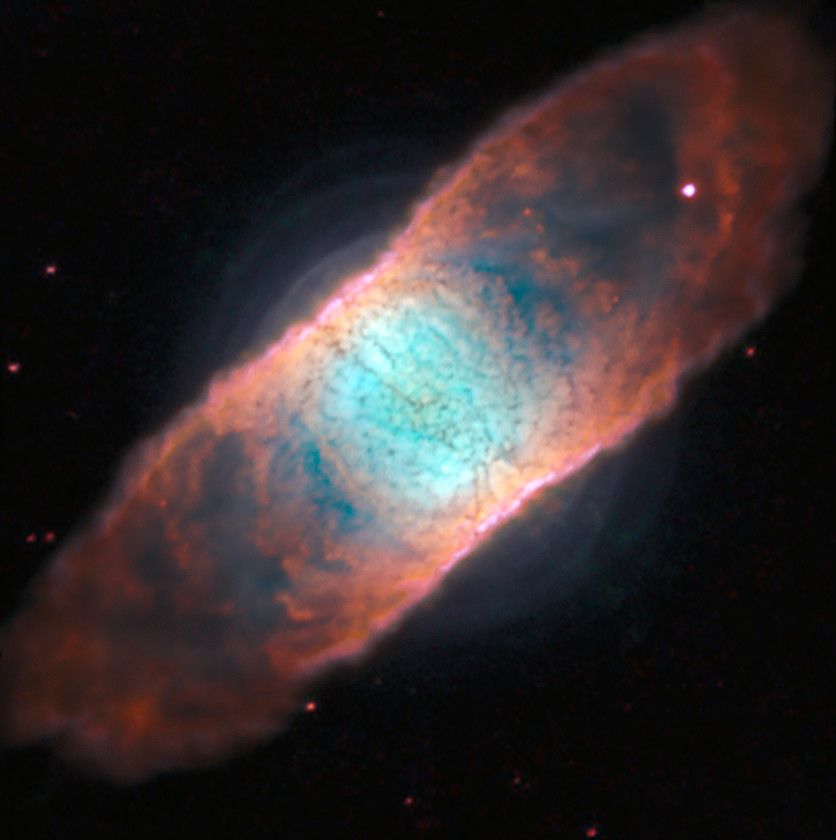
Zdjęcie mgławicy uzyskane przez Very Large Telescope z zamontowanym instrumentem MUSE oraz urządzeniem optyki adaptatywnej AOF (ESO)

W zależności od użytych metod pomiarowych odległość do mgławicy szacowana jest przez astronomów na 4,9–7,8 tysiąca lat świetlnych.
Mgławica IC 4406 jest prawdopodobnie pustym cylindrem. Jej prostokątny kształt jest wynikiem obserwacji mgławicy z boku. Mgławica ta oglądana od strony bieguna przypuszczalnie byłaby podobna do Mgławicy Pierścień lub Pierścień Południowy. Gorący gaz IC 4406 wypływa przez oba końce podłużnego cylindra, a włókna ciemnego pyłu i gazu molekularnego tworzą jego ściany. Gwiazda, która utworzyła tę mgławicę planetarną, znajduje się w jej centrum. Za kilka milionów lat jedyną widzialną pozostałością po IC 4406 będzie słabnący biały karzeł.
Mgławica Siatkówka zawdzięcza swą nazwę pasmom ciemnego pyłu, które wyglądają jak naczynia krwionośne w ludzkim oku.